# Chanson (banda)
Chanson foi um grupo de disco music norte-americano do final dos anos 1970, liderados pelo baixista James Jamerson Jr. e pelo guitarrista David Williams. O grupo tomou seu nome da palavra francesa Chanson, que quer dizer "canção".
São considerados one hit wonder, já que seu único hit (a canção "Don't Hold Back") alcançou as posições 21, 11 e 8 nas paradas da Billboard "Hot 100", "Dance Club" e "Hot R&B Songs", respectivamente. A faixa alcançou ainda a posição 33 no Uk Singles Chart em janeiro de 1979.
No início da década de 1970, Jamerson Jr. tornou-se um baixista de sessão sob demanda. Nas três décadas seguintes, ele tocou nos álbuns de estúdio de Janet Jackson, Smokey Robinson e Aretha Franklin, para citar alguns. David Williams seguiu o mesmo caminho.

## Discografia
- 1978 - Chanson
- 1979 - Together We Stand

singles
- 1978 - Don't Hold Back / Did You Ever